# Sveti Lovreč
 Sveti Lovreč  (másképpen Sveti Lovreč Pazenatički, olaszul: San Lorenzo del Pasenatico) falu és község Horvátországban, Isztria megyében. Közigazgatásilag Čehići, Frnjolići, Heraki, Ivići, Jakići Dolinji, Jurcani, Kapovići, Knapići, Kršuli, Krunčići, Lakovići, Lovreča, Medaki, Medvidići, Orbani, Pajari, Perini, Radići, Rajki, Selina, Stranići kod Svetog Lovreča, Vošteni és Zgrabljići települések tartoznak hozzá.

## Fekvése
Az Isztria középső részén, Pazintól 16 km-re délnyugatra, Rovinjtól 15 km-re északkeletre, Porečtől 14 km-re délkeletre az ún. Poreštinán az A9-es autóút közelében fekszik.

## Története
Számos régészeti lelet és környékbeli földrajzi név utal arra, hogy helyén már a késő bronzkorban és a vaskorban is erődített település állt. Ennek az ősi várnak a maradványai láthatók ma is a középkori várfalak alsó rétegeiben. Miután a rómaiak i. e. 177-ben legyőzték Epulont a hisztrik utolsó királyát megsemmisítve az illír kultúrát Trieszt és Póla után Poreč városát is megalapították, melyet az 1. század közepén Caligula császár idejében (Colonia Iulia Parentium néven) colonia rangra emeltek. Parentium területe északon a Mirnától délen a Lim-csatornáig és a Lim-völgyig terjedt. Sveti Lovreč e területnek azon a részén található ahol az Isztria déli részét Dvigraddal és Nesactiummal összekötő forgalmas út haladt át.
Első írásos említése egy 1030-ból származó térképen található „castrum sancti Laurentii” alakban. Egy másik 1040-ből származó oklevélből megtudhatjuk, hogy Sveti Lovrečből út vezetett Dvigradra (Due Castelli), Gradinára (Calisedo) és Vrsarra (Orsera). Az első Sveti Lovrečről szóló írásos dokumentum 1186. november 24-én kelt, és a Poreč és Sveti Lovreč közötti harcról számol be, melyet Kalisedo váráért és a pólai hűbérbirtok Giroldiáért vívtak. 1186-ban Sveti Lovreč már komunaként szerepel a Trieszt (1139), Póla (1145) és Koper (1182) után negyedik ilyen közösségként az Iszrián. Ebben a fázisban a városokat még nem választott városi tanács, hanem egy az itt élőkből alakított podesztátus irányította élén a podesztával (gastaldo), aki a hűbérurat az őrgrófot, illetve az aquileiai pátriárkát képviselte. A történelmi források szerint már 1256-ból van tudomásunk a közösség által választott podesztáról akit még abban az évben a pátriárka is megerősített. A pátriárka és az Isztria nagyobb városai felé terjeszkedni kívánó goricai grófok közötti viszályt végül Velence használta ki ravaszul arra, hogy az isztriai városokat a saját uralma alá terelje. 1267-ben Poreč, 1269-ben Umag, 1270-ben Novigrad, 1271-ben Sveti Lovreč helyezte magát Velence védőszárnyai alá. A velencei uralom ezután a félsziget legnagyobb részén még évszázadokig, egészen 1797-ig a Serenissima bukásáig fennmaradt. Sveti Lovreč katonai jelentőségére tekintettel a velenceiek a várat jól megerősítették. Az 1342-ben Giovanni Contarini kapitány idején elkezdődött munkálatok során megerősítették és kelet felé is kiterjesztették a védőfalakat befoglalva a Szent Márton bazilikát is. E falak nagy része a mai napig fennmaradt. A település megerősítése ellenére a lakosságot a 14. században több szerencsétlenség, szárazság, éhínség, malária, pestis és földrengés is többször sújtotta. Az egyházi és világi hatóságok megpróbáltak enyhíteni a lakosság nehéz helyzetén. Az aszály megfékezése érdekében ciszternát építettek. A poreči püspök engedélyezte a Szent Mihály kolostorhoz tartozó erdő kivágását, de nem a lakosság érdekében, hanem a romos állapotú templom helyreállítására. A járványok és a gyakori háborúk szinte teljes elnéptelenedéshez vezetett. A kipusztult népesség helyére a velencei hatóságok Dalmáciából, Boszniából, Albániából és Görögországból a török elől menekülőket telepítettek be. A helyzetet tovább bonyolította, hogy a szomszédos Pazini grófság területére az osztrák-velencei háborút lezáró madridi békét követően a nemkívánatos népek, főként uszkókok települtek létrehozva a Sveti Lovreč környéki új településeket, melyek ma is körülveszik. A betelepülés lényegében a 17. század végéig tartott, de kis mértékben még a 18. században is folytatódott főként Dalmácia, Montenegro és a Pazini grófság területéről, mellyel Sveti Lovreč állandó határvitában volt
1797-ben megszűnt a Velencei Köztársaság és Isztria átmenetileg francia uralom alá került, majd 1814-től osztrák uralom következett. Sveti Lovreč katonai szerepe megszűnésével elveszítette korábbi jelentőségét és bár a népességi és gazdasági téren előnyben volt mégis a korábban jelentéktelen tengerparti halászfalu, a poreči püspökök nyári nyaralóhelye, a csempészáruk kedvelt kikötője Vrsar került előtérbe. A két település közötti feszült viszony, különösen a korábbi határvita ismét kiéleződött. A gazdasági feltételek csak a 20. század elején javultak valamelyest a bauxit lelőhelyek kiaknázásának és a Raša-völgyi szénbányák megnyitásának következtében, melyek számos sveti lovreči munkást is foglalkoztattak. A településnek 1857-ben 1062, 1910-ben 496 lakosa volt.
Az első világháború után a rapallói szerződés értelmében Isztria az Olasz Királysághoz került. A második világháború után Jugoszlávia része lett. Jugoszlávia felbomlása után 1991-ben a független Horvátország része lett. 2011-ben a falunak 312, a községnek összesen 1017 lakosa volt. Lakói hagyományosan mezőgazdasággal (szőlő, gabona, zöldség , gyümölcs) és állattenyésztéssel foglalkoznak.

## Nevezetességei
- A Szent Márton tiszteletére szentelt bazilikát[2] 1177. április 3-án említi először a pápai bulla. A háromhajós kora román templom a 10. vagy a 11. században épült. Káptalan székhelye. Hosszú története során többször javították és építették át, de régi arányait megőrizte. Legutóbbi átépítése a homlokzaton a 19. században történt. Az oldalhajókat monumentális, a poreči Euphrasius-bazilika oszlopfőihez hasonlóan díszített oszlopsor választja el a főhajótól, minden hajó saját apszisban végződik. A főhajó apszisában kőből faragott oltár áll a szintén kőből faragott szentségtartóval. A bal oldali apszisban fennmaradt a 11. századi eredeti falfestés. A freskók legújabb része a 16. században készült. A fából faragott szárnyasoltár a 14. századi isztriai művészet kiemelkedő alkotása. A Szent Konona és Szent Viktória ereklyéit őrző szarkofágot magában foglaló kőoltár a 16. században készült, míg magát a szarkofágot 1365-ben hozták át a dvigradi Szent Szófia templomból. A 18. századi orgona a šibeniki Petar Nakić mester alkotása. A harangtorony egykor a vár egyik védőtornyaként szolgált és Contarini kapitány idejében alakították át harangtoronnyá. Alsó részéhez ekkor építették hozzá a keleti várkaput is.
- A település védőszentjének Szent Lőrincnek tiszteletére szentelt templom a temetőben áll. Építési idejét a 8. századra teszik, a térség egyik legrégibb szakrális épülete. Biforámás erős harangtornya a 12–13. században épült. Eredetileg ez volt a település plébániatemploma.
- A vár védőfalai helyenként kiváló állapotban maradtak fenn, különösen a vár főkapuja. A falak nagy része Giovanni Contarini várkapitány és podeszta idején épült, amikor a várfalakat keleti felé bővítették, hogy magukban foglalják a Szent Márton bazilikát is. A főkaput a Grimani és Moro családok címerei mellett a csukott könyvet tartó velencei szárnyas oroszlán díszíti. Ez azt jelenti, hogy a kapu háborús időszakban épült. Ezt átlépve egy térre a Placára érünk, melyet az egykori városi loggia épülete ural és amely ma is a település fő gyülekező helye. Az itt álló szégyenoszlop azt jelenti, hogy a tér nem mindig az ünneplés helye volt. A loggia alatt a plébániatemplom déli falán számos régi kőtöredék van beépítve, melyek a település múltjáról mesélnek a római kortól egészen a 19. századig. A plébániatemplom északi oldalán levő téren található a faragott kövekből épített városi közkút a Contarini és Zulian családok címereivel, valamint a település védőszentjének Szent Lőrincnek az alakjával. A közkúttól északra vezető lépcsőzetes emelkedőn jutunk a négyszögletes Funtanel-toronyhoz, melynek belsejében egy másik kőből épített 1331-ből származó ciszterna található a Soranzo család címerével, mely négy podesztát is adott a városnak. Tovább menve a várfalak mentén egy háromszögletű torony, majd a magas harangtorony következik, melynek lábazatához van hozzáfalazva az egykori várkapu, felső részén a Grimani család címerével. Ezután érünk vissza a főkapuhoz.
- A városfalakon kívül a főkapu előtt áll az 1460-ban faragott kövekből épített és kőlapokkal fedett Szent Balázs templom.[3] Belül fából faragott oltár, falain gótikus freskók láthatók. A 10 x 6,50 m méretű egyhajós gótikus templom egyenes vonalban záródó a szentéllyel, csúcsíves boltozattal. Falfestményei közül a keleti falon a keresztre feszítés, míg az oldalfalakon és a boltozaton három vízszintes sávban a Szent Balázs közbenjárására történt csodák ábrázolása látható. A freskók egy észak-olasz tartományból származó mester színvonalas alkotásai a 15. század közepétől. A templomban egy 1460-ból származó pergament találtak, amely az oltár felszenteléséről szól.
- Nem messze a Szent Balázs templomtól állnak a Szent Dorliga bencés templom maradványai, melyből mindössze egy ablakokkal ellátott körítőfal látható.
- A községhez tartozó Selina faluban áll az 1568-ban épített Szent Lúcia temploma szép retablóval.

## Lakosság
| Lakosság változása | Lakosság változása | Lakosság változása | Lakosság változása | Lakosság változása | Lakosság változása | Lakosság változása | Lakosság változása | Lakosság változása | Lakosság változása | Lakosság változása | Lakosság változása | Lakosság változása | Lakosság változása | Lakosság változása | Lakosság változása |
| ------------------ | ------------------ | ------------------ | ------------------ | ------------------ | ------------------ | ------------------ | ------------------ | ------------------ | ------------------ | ------------------ | ------------------ | ------------------ | ------------------ | ------------------ | ------------------ |
| 1857               | 1869               | 1880               | 1890               | 1900               | 1910               | 1921               | 1931               | 1948               | 1953               | 1961               | 1971               | 1981               | 1991               | 2001               | 2011               |
| 1062               | 1171               | 290                | 497                | 448                | 496                | 2104               | 2202               | 388                | 379                | 322                | 293                | 266                | 288                | 307                | 312                |

## Fordítás
- Ez a szócikk részben vagy egészben  a   Sveti Lovreč című horvát Wikipédia-szócikk ezen változatának fordításán alapul.  Az eredeti cikk szerkesztőit annak laptörténete sorolja fel. Ez a jelzés csupán a megfogalmazás eredetét és a szerzői jogokat jelzi, nem szolgál a cikkben szereplő információk forrásmegjelöléseként.